# Кохання на острові
«Кохання на острові» (англ. Love Wrecked) — американська романтична комедія 2005 року, знята режисером Рендалу Клайзер. У головній ролі — Аманда Байнс.

## Сюжет
Вісімнадцятирічна Дженні Тейлор мріє хоч один раз побачити свого кумира Джейсона Мастерса. Дізнавшись про те, що зірка відпочиває на Карибських островах, вона разом зі своїм другом Райаном відправляється підробляти рятувальницею на цьому курорті. Опинившись з Джейсоном на Піратському круїзі, Дженні прикинулася офіціанткою. Раптово налетів ураган, і вона разом з Джейсоном опиняється за бортом. Діставшись до берега на надувному човні, Джейсон ламає кісточку і не в змозі шукати допомоги. На розвідку йде Дженні і дізнається, що острів, на який вони потрапили, заселений. Незабаром Дженні розуміє, що це лише інша сторона курорту, але про це вона замовчує і постійно йде в цивілізацію, а там про зникнення відомого на весь світ Джейсона стало давно відомо. Дженні доводиться сказати правду зірці і стати дівчиною Райана, який її давно любить.

## У ролях
| Актор              | Роль            |
| ------------------ | --------------- |
| Аманда Байнс       | Дженні Тейлор   |
| Кріс Кармак        | Джейсон Мастерс |
| Джонатан Беннетт   | Райан Ховелл    |
| Джеймі-Лінн Сиглер | Алексіс Мінетті |
| Сьюзан Дюрді       | Брі Тейлор      |
| Фред Віллард       | Бен Тейлор      |
| Джої Керн          | Міло Дінсдел    |
| Кеті Гріффін       | Мелінда         |
| Джекі Лонг         | Чейс            |
| Ленс Басс          | Ден             |

## Збори
- США: $ 478,070

## Знімальна група
- Режисер — Рендал Клайзер